# Nova Acta Academiae Scientiarum Imperialis Petropolitanae. Praecedit Historia ejusdem Academiae
Nova Acta Academiae Scientiarum Imperialis Petropolitanae. Praecedit Historia ejusdem Academiae (abreviado Nova Acta Acad. Sci. Imp. Petrop. Hist. Acad.) fue una revista con ilustraciones y descripciones botánicas que fue editada en San Petersburgo desde 1787 hasta 1806 publicándose 15 números.